# Hexatoma (Eriocera) obliqua
Hexatoma (Eriocera) obliqua is een tweevleugelige uit de familie steltmuggen (Limoniidae). De soort komt voor in het Oriëntaals gebied.